# 小行星1915
小行星1915（1915 Quetzalcoatl）是一颗围绕太阳公转的小行星。1953年3月9日，艾伯特·喬治·威爾遜在帕洛马山发现了此天体。
該小行星以阿茲特克神話的生命、光明和智慧之神克察爾科亞特爾命名。
这颗小行星的绝对星等为347.7952654807687等。